# Opoul-Périllos
Opoul-Périllos en francés y oficialmente, Òpol i Perellós en catalán, es una  localidad y comuna francesa, situada en el departamento de Pirineos Orientales, región de Occitania y comarca histórica del Rosellón. La comuna se formó en 1970 al agregarse los pueblos de Òpol y Perellós.
Sus habitantes reciben el gentilicio de opoulencs en francés o opolenc i perellosenc y
opolenca i perellosenca en catalán.

## Demografía
| 507 | 531 | 482 | 552 | 585 | 595 |
| Para los censos de 1962 a 1999 la población legal corresponde a la población sin duplicidades (Fuente: INSEE [Consultar]) |     |     |     |     |     |